# 애슐리 해밀턴
애슐리 해밀턴(Ashley Hamilton, 1974년 9월 30일 ~ )은 미국의 배우이자 가수이다.

## 출연 작품
- 죽이는 여자 (2019)
- 그 규칙은 당신에게 적용되지 않아요 (2016)
- 팬텀 헤일로 (2014)
- 블랙버드 (2014)
- 트란즈로코 (2013)
- 아이언맨 3 (2013)
- 부두 라군 (2006)
- 스타와 춤을 (2005)
- 네버 겟 아웃터 더 보트 (2002)
- 로스트 인 아프리카 (1994)
- 베토벤 2 (1993)